# Пелайо, Росита
Росита Пелайо (исп. Rosa Maria Pelayo Vargas, conocido como Rosita Pelayo; 19 декабря 1958, Мехико — 16 декабря 2023, там же) — известная мексиканская актриса театра и кино и балерина.

## Биография
Родилась 19 декабря 1958 года в Мехико в семье актёра, диктора и ведущего конкурсов Луиса Мануэля Пелайо (1922—1989). В мексиканском кино дебютировала в 1981 году и с тех пор снялась в 33 работах в кино и телесериалах. В 2001 году снялась в культовом телесериале «Страсти по Саломее» в роли Кикис, после чего стала известна во многих странах мира. В 1996 году сыграла в театральной постановке «Потоп, который приходит», где она сыграла вместе с лучшими представителями актёрской плеяды — Эктором Бонилья, Марианой Леви, Мартой Резникофф и Луисом Кутюрье.

### Тяжёлая болезнь и смерть
Актрису Роситу Пелайо сразил тяжёлый инсульт, в результате чего она была частично парализована и резко потеряла в весе. Ещё раньше из-за избыточного веса у неё были проблемы с желудком и ногами. В последнее время у актрисы диагностировали рак толстой кишки, с которым актриса не справилась.
Скончалась 16 декабря 2023 года от рака толстой кишки в возрасте 64 лет (за три дня до 65-летия) в госпитале Обрегон (Мехико).

## Личная жизнь
Была замужем за актёром и сценаристом Родольфо Родригесом (?-6.09.1994), брак просуществовал до смерти супруга, детей нет.

## Фильмография

### Телесериалы

#### Свыше 2-х сезонов
- 1985–2007 — Женщина, случаи из реальной жизни (17 сезонов; снялась в 14-ти сезонах с 1997 по 2004 год) — несколько ролей.

#### Televisa
- 2001-02 — Страсти по Саломее — Кикис.

## Награды
- Награда Ассоциации театральных критиков и журналистов «Розита Пелайо — 40 лет карьеры» (2016)[4].